# Whyte and Mackay
Whyte and Mackay est une entreprise écossaise basée à Glasgow productrice et distributrice de spiritueux. L’entreprise vend aujourd’hui plus d'un million de caisses par an.

## Histoire
Elle a été fondée en 1844. Charles Mackay et James Whyte se lancèrent dans les affaires comme marchands de vin. Ils se lancent dans la production de blends en 1882. W&M Special est leur premier blended whisky. Il a tout de suite beaucoup de succès en Angleterre et dans d’autres régions anglophones (particulièrement l’Australie, le Canada, la Nouvelle-Zélande et les États-Unis). Après la Seconde Guerre mondiale, Whyte and Mackay recentre ses activités sur le marché britannique. 
En mai 2007, Whyte and Mackay est achetée par United Breweries Group, une entreprise indienne pour la somme de 595 millions d'euros
En mai 2014, à la suite de l'acquisition de United Breweries Group par Diageo, ce dernier est contraint de vendre une partie des activités de United Breweries Group dans le whisky conformément au souhait de l'autorité de la concurrence britannique. Whyte and Mackay est alors vendu pour 430 millions de livres soit l'équivalent de 729 millions de dollars à l'entreprise philippine Emperador. En 2016, les Panama Papers révèlent que l'entreprise est maintenant détenue en propre par le milliardaire philippin Andrew Tan, et délocalisée dans les îles vierges britanniques.

## Marques
Whyte and Mackay est propriétaire de plusieurs marques :
- Whyte & Mackay Blended Scotch Whisky
- Dalmore
- Isle of Jura
- Fettercain
- la liqueur Glayva
- la vodka Vladivar
- Shackleton Whisky

En 2006, 4 des 6 marques de Whyte and Mackay Ltd. ont été récompensées d’un label de qualité, attribué par l’institut international de qualité Monde Selection. Dalmore, Isle of Jura et Whyte & Mackay Whisky ont reçu une médaille d'or, tandis que la vodka Vladivar a été récompensée d’un Argent.

## Sponsoring
L’entreprise est assez active dans le sponsoring sportif. Après avoir été le sponsor du club de football anglais de Leeds United FC, le nom de Whyte and Mackay apparaît maintenant sur les maillots du club écossais d’Hibernian et sur les monoplaces de l'équipe de Formule 1 Force India.